# Franco Persiani
Franco Persiani (Forlì, 31 gennaio 1949 – Bologna, 30 ottobre 2015) è stato un ingegnere italiano che ha lavorato principalmente in ambito aeronautico e aerospaziale.

## Biografia

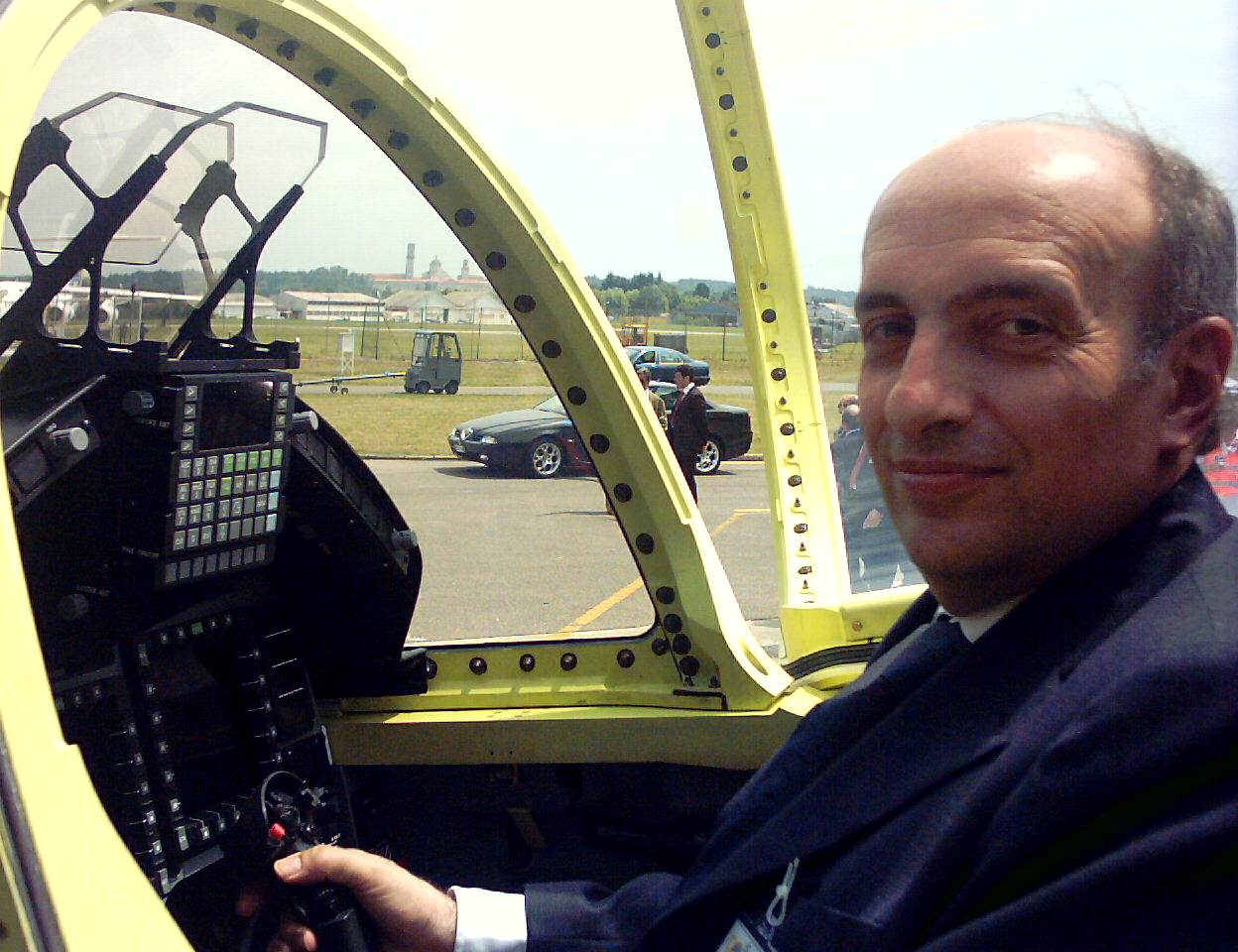
Franco Persiani

Nato a Forlì il 31 gennaio 1949, conseguì la laurea in ingegneria meccanica con il massimo dei voti e la lode presso l'Alma Mater Studiorum Università di Bologna nel 1975. 
Ha iniziato la sua carriera accademica come assistente ordinario e poi come professore associato di Costruzioni Aeronautiche e di Progettazione Assistita delle Costruzioni Meccaniche alla Facoltà di Ingegneria dell’Università di Bologna, insegnando, nello stesso periodo, anche Costruzioni di Macchine all’Università della Calabria e Disegno di Macchine all'Università dell'Aquila.
In seguito, è stato professore ordinario di Disegno e Metodi dell'Ingegneria Industriale presso il Politecnico di Torino e l'Università di Parma.
Nel 1992 ha collaborato alla parte italiana curata da Alenia Spazio del progetto Tethered Satellite System-1 (TSS-1) una joint venture tra Nasa ed Agenzia Spaziale Italiana (ASI) che prevedeva la messa in orbita di un satellite tethered per lo studio di elettromagnetismo ed elettrodinamica, tramite il lancio dello Space Shuttle Atlantis.
A partire dagli anni '90 fu uno dei principali ideatori, creatori e promotori dell'insediamento universitario forlivese dell'Università di Bologna. Partendo dalle iniziali "scuole speciali" riuscì a istituire il primo Corso di Laurea in Ingegneria Aerospaziale realizzando una serie di laboratori (tra cui l'ex Hangar Ferruzzi) e strutture didattiche come la stessa sede di via Fontanelle, inaugurata il 9 febbraio del 2000 dal Presidente della Repubblica Carlo Azeglio Ciampi, è stata intitolata a Persiani nel 2016, poco dopo la sua scomparsa.
Dal 1999 fu tra i primi dirigenti, "investigatore incaricato" e membro del collegio dell'Agenzia nazionale Sicurezza Volo (ANSV).
Dal 2002 al 2008 è stato fondatore e primo preside, per due mandati, della Seconda Facoltà di Ingegneria dell'Alma Mater Studiorum Università di Bologna, membro del Senato accademico e della Conferenza dei Presidi delle Facoltà di Ingegneria Italiane. Nello stesso periodo ha ideato e promosso il recupero delle storiche Gallerie Caproni di Predappio, convertendole nel laboratorio Ciclope (Centre for International Cooperation in Long Pipe Experiments) dedicato allo studio della fluidodinamica e termodinamica.
Inoltre, ha ricoperto il ruolo di direttore del Centro Interdipartimentale di Ricerca Industriale Aeronautica, Spazio e Mobilità dell'Università di Bologna (CIRI).
Dal 2009 al 2013 è stato presidente nazionale dell'Associazione Italiana Aeronautica Astronautica di cui già nel 1988 aveva riorganizzato, e in seguito presieduto, la sezione emiliano-romagnola.
I temi principali della sua attività di ricerca hanno riguardato l’ambito del Disegno e dei Metodi dell’Ingegneria Industriale, in particolar modo i metodi avanzati di progetto e delle tecnologie abilitanti applicati al campo dell’ingegneria aerospaziale e dei settori affini.
È stato coordinatore di diversi progetti di ricerca sia nazionali che internazionali, autore di numerose pubblicazioni e ha ricoperto numerosi ruoli di prestigio in associazioni ed enti di stampo nazionale ed internazionale.

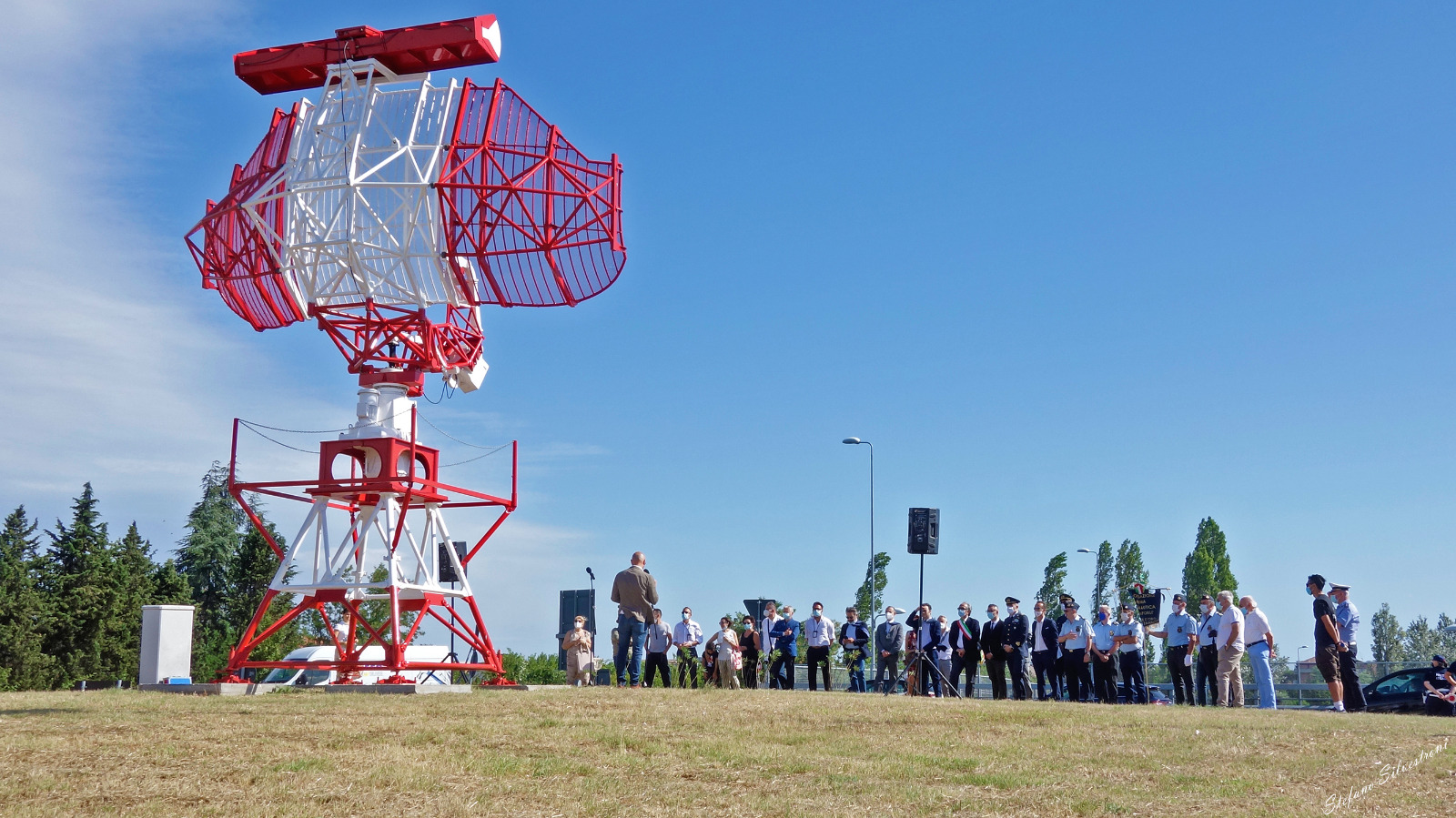
Rotonda Gente dell'Aria

## Il Centro Studi Franco Persiani
Nel 2018 è stato istituito in memoria del Professore il Centro Studi Franco Persiani, ente culturale con sede a Forlì, che eroga annualmente borse di studio, promuove ricerche, pubblicazioni scientifiche e il recupero del patrimonio aeronautico. Il 14 luglio 2021, il Centro Studi, in collaborazione con Enav Spa, l'Aeronautica Militare, e il Comune di Forlì ha inaugurato la rotonda "gente dell'aria" recuperando e trasformando in monumento uno storico radar.